# Akhiok
Akhiok (Kasukuak  en alutiiq) es una ciudad situada en el borough de Isla Kodiak en el estado estadounidense de Alaska. Según el censo de 2010 tenía una población de 71 habitantes.
La ciudad también es conocida como Alitak, que es el nombre de una bahía próxima.

## Demografía
Según el censo de 2010, Akhiok tenía una población en la que el 38,5% eran blancos, 1,4% afroamericanos, 50,7% amerindios, 1,4% asiáticos, 0,0% isleños del Pacífico, el 0,0% de otras razas, y el 38,0% pertenecían a dos o más razas. Del total de la población el 11,3% eran hispanos o latinos de cualquier raza.

## Localidades adyacentes
El siguiente diagrama muestra a las localidades más próximas a Akhiok.